# Kidō
În manga și seria anime Bleach, kidō (鬼道, kidō? tradus "calea demonului") este o formă de magie utilizată de Shinigami.

## Prezentare generală
Vrăjile Kidō sunt utilizate de Shinigami în lumea fictivă din Bleach pentru diferite scopuri. Există vrăji de atac, de imobilizare, sau vindecare. Ca și magia convențională, majoritatea acestor vrăji necesită o incantație pentru a se obține efectul dorit. Ele sunt efectuate prin canalizarea de energie spirituală, pe care incantația o focalizează spre un anumit efect. Ganju Shiba precizează că principiul pentru a utiliza kidō și pentru a canaliza energie spirituală este ca subiectul să se imagineze într-un cerc colorat-întunecat.
Majoritatea vrăjilor kidō se împart în 2 categorii: vrăji de imobilizare (縛道, bakudō? "way of binding") și vrăji distructive (破道, hadō? "way of destruction"). Ultima categorie se referă în general la orice tehnică care are scopul de a "opri" o țintă, inclusiv vrăji pentru a urmări ținta sau vrăji de comunucații. Unele vrăji de imobilizare pot fi foarte nocive pentru țintele lor, dacă nu chiar fatale. Vrăjile distructive, pe de altă parte, au mereu scopul de a răni, constand cel mai adesea dintr-o formă de atac energetic într-o anumită direcție.
Cu excepția vindecării, care nu necesită o incantație sau un nume pentru a fi efectuată, vrajile kidō au la bază patru pași: recitarea incantației vrăjii, categoria (distructivă sau de blocare), numărul, și la final numele. Numărul vrăjii determină dificultatea castării corecte și eficiența vrăjii (#1 este ușor de castat, pe când #99 este incredibil de dificilă). Cu suficient antrenament, primul pas poate fi ignorat, permițând castarea rapidă a vrăjilor în luptă. Dezavantajul acestei metode este faptul că puterea vrăjii slăbeste, lucru direct proporțional cu talentul utilizatorului. Ignorarea incantației este din ce în ce mai dificilă pentru vrăjile cu numere mai mari, deoarece castarea lor este și așa dificilă chiar și cu o incantație completă. Puterea vrăjilor kidō variază în funție de talentul utilizatorului; chiar și o vrajă de nivel mic poate fi incredibil de distructivă când este folosită de un utilizator puternic.
Vrăjile kidō pot fi combinate pentru un singur scop, lucru demonstrat de către Isane Kotetsu când utilizează vraja de imobilizare #58 pentru ai localiza pe Sōsuke Aizen și Gin Ichimaru în interiorul Soul Society, și apoi #77 pentru a transmite locația acestora fiecărui căpitan și locotenent (inclusiv lui Ichigo Kurosaki și prietenilor săi). Rukia Kuchiki a demonstrat și ea abilitea de a folosi două vrăji kidō simultan alternând recitarea versurilor incantațiilor unul după altul.

## Vrăji kidō cunoscute
Notă: Numele vrăjilor s-au păstrat în forma originală.

### Vrăji de imobilizare
- 1. Restrain (塞 sai?)[1] — Blochează brațele țintei la spate.
- 4. Crawling Rope (這縄 hainawa?)[2] — O frânghie din energie leagă mâinile țintei
- 9. Strike (撃 geki?)[3] — Înconjoară ținta într-o lumină roșie, paralizându-l complet.
- 58. Summoning of the Tracking Sparrows (摑趾追雀 kakushitsuijaku?)[4] — Localizează și urmărește fiecare forță spirituală, la care utilizatorul se concentrează. Pentru a o activa, utilizatorul trebuie să deseneze un cerc pe pământ, pe care să-l împartă în patru părți, fiecare cu câte un simbol în ele. Incantația animează cercul, în interiortul acestuia apărând diferite numere până când un set specific este găsit. Setul de numere pare să fie o variație a longitudinii și latitudinii.
- 61. Six Rods Prison of Light (六杖光牢 rikujōkōrō?)[5] — Summonează șase grinzi de lumină, subțiri dar late, grinzi de lumină care se izbesc în zona mijlociea țintei, ținându-l în loc. Cunoscută ca "Six Rod Light Restraint" în manga Engleză și "Six Bars of Light" în unele jocuri. În Română se poate traduce "Constrângere prin șase bare de lumină".
- 63. Chainlike Desert (Sajo Sabaku )— Ținta este legată de la gât în jos cu un lanț gros.
- 75. Quintet of 1 kan Iron Pillars (五柱鉄貫 gochūtekkan?)[6] — Summoneaza cinci stâlpi, foarte înalți și groși, pentru a incapacita ținta.
- 77. Heavenly Rickshaws in Silken Air (天挺空羅 tenteikūra?)[7] — Transmite mesaje oricărei persoane dintr-o anumită zona. Pe lângă recitarea incantației, utilizatorul trebuie să deseneze anumite marcaje specifice pe brațe, care sunt animate de vrajă pentru a trimite mesajul.
- 81. Splitting Void (斷空 danku?)[8] — Creează o barieră de energie sub forma unui perete dreptunghiular. Potrivit lui Byakuya, este capabil să oprească vrăji destructive până la #89.
- 99, Part 1. Seal (禁 kin?, Restrict în traducerea în Engleză) — Leagă brațele unei ținte cu o țesătură spirituală și fuse din oțel.[9]
- 99, Part 2. Great seal (卍禁 bankin?) — Această vrajă înfășoară ținta din cap până în picioare în țesătură spiritulă [Primul cântec: halting fabric (初曲・止繃 shokyoku: shiryū?)], îl înjunghie cu multiple săbii metalice [Al doilea cântec: hundred linked bolts (弐曲・百連閂 nikyoku: hyakurensan?)], și apoi îl lovește cu o bâtă metalică imensă [Cântec final: great seal of 10,000 forbiddings (終曲・卍禁太封 shūkyoku: bankin taihō?)].[10]

### Vrăji distructive
- 1. Thrust (衝 shō?)[11] — Împinge ținta departe de cel ce castează vraja.
- 4. White Lightning (白雷 byakurai?)[12] — Trage cu un fulger concentrat din degetul arătător al celui ce castează vraja.
- 31. Shot of Red Fire (赤火砲 shakkahō?)[13] — Trage în țintă cu o bilă de energie roșie.
- 33. Blue Fire, Crash Down (蒼火墜 sōkatsui?, Pale Fire Crash în traducerea în Engleză)[14] — Trage un val de energie spirituală de culoarea albastră spre o țintă într-o manieră similară cu #31, dar pe o arie mai mare și cu mai multă putere.
- 54. Abolishing Flames (廃炎 haien?)[15] — Trage un val de energie spirituală purpurie , care va incinera complet ținta odată ce se realizează contactul.
- 63. Thunder Roar Cannon (雷吼炮 raikōhō?)[16] — Trage un val masiv de energie spirituală de culoarea galbenă spre o țintă.
- 63. Twin Lotus Blue Fire, Crash Down (双蓮蒼火墜 sōren sōkatsui?)[17] — Esențial este o versiune dublă a vrăjii #33. Această vrajă trage cu două bile de energie albastră, dar cu o putere mult mai mare decât a variantei cu o singură sferă.
- 90. Black Coffin (黒棺 kurohitsugi?)[18] — Formează o cutie neagră din energie în jurul unei ținte, care este apoi străpunsă de o duzină de "sulițe", sfâsâind persoana din interior din cap până în picioare. Aizen precizează că vraja a atins numai o treime din potențialul său distructiv când a fost folosită de el, indicând că vraja este mult mai puternică la putere întreagă. Aspectul și funcționalitatea amintesc de trucul unui magician, dar și de anumite dispozitive de tortură folosite de către inchiziția Spaniolă.

### Alte vrăji
Pentru aceste vrăji nu se precizează explicit în ce categorie se află.
- White Crawl (白伏 hakufuku?)[19] — Momo Hinamori folosește această vrajă, în timp ce este întemnițată, pentru a incapacita un gardian, distrugând totul pe o anumită rază în jurul ei. Anime-ul sugerează că este o vrajă de imobilizare, dar nu îi acordă un număr.
- Mirror Door (鏡門 kyōmon?)[20] — Tōshirō Hitsugaya a folosit această vrajă pentru a sigila camera de spital a lui Momo Hinamori. Creează o barieră asemănătoare cu sticla, care este foarte dificilă de străpuns din exterior, dar foarte simplu din interior.
- Reverse Demon (反鬼 hanki?)[21] — Această tehnică anulează kidō-ul unui inamic lovindu-l cu o încărcătură perfectă de energie de potențial opus. Yoruichi o folosește împotriva shunkō-ului lui Soifon.
- Kidō Cannon (鬼道砲 Kidōhō?) — Precum sugerează și numele, "Tunul Kidō" este o armă energetică de intensitate mare, alimentată prin kidō în Bleach: Memories of Nobody. Este alcătuită dintr-un cristal pentru focalizare atașat de un stâlp masiv, cu mai multe cristale mai mici aranjate în jurul celui principal. Este încărcată de zeci de shinigami lucrând în sincron, creând o încărcătură energetică capabilă să distrugă complet o dimensiune mai mică. Atacul este format din mai multe forme animalice care rag înainte de contact. Puterea atacului, pe lângă distrugerea țintei, provoacă daune mici atât lumii umane cât și în Soul Society. În ciuda puterii sale, nu este o armă reutilizabilă, deoarece izbucnește în flacări după utilizare.
- Temporal Stasis (時間停止 jikanteishi?)[22] — O vrajă interzisă folosită de Tessai împreună cu kūkanten'i.
- Spatial Displacement (空間転位 kūkanten'i?)[23] — O vrajă interzisă folosită de Tessai în combinație cu jikanteishi pentru a teleporta o porțiune specifică de spațiu dintr-un punct în altul, transportând  și alte vrăji kidō active din acea zonă.

### Alte Referințe
1. ↑  Manga Bleach; capitolul 1, pag 16.
2. ↑  Manga Bleach; capitolul 266, pag 14.
3. ↑  Bleach anime; episodul 9. Incantatioa a fost recitată în capitolul 21, pag 17, dar vraja a fost abordată.
4. ↑  Manga Bleach; capitolul 172, pag 4.
5. ↑  Manga Bleach; capitolul 142, pag 9.
6. ↑  Manga Bleach; capitolul 218, pag 6.
7. ↑  Manga Bleach; capitolul 172, paginile 8-9.
8. ↑  Manga Bleach; capitolul 302, pag 7.
9. ↑  Manga Bleach; capitolul 61, pag 16.
10. ↑  Manga Bleach; capitolul 64, pag 5.
11. ↑  Manga Bleach; capitolul 301, pag 5.
12. ↑  Manga Bleach; capitolul 165, pag 11.
13. ↑  Manga Bleach; special capitolul  -17, pag 25.
14. ↑  Manga Bleach; capitolul 9, pag 9.
15. ↑  Manga Bleach; capitolul 213, pag 15.
16. ↑  Manga Bleach; capitolul 177, pag 13.
17. ↑  Manga Bleach; capitolul 266, pag 16.
18. ↑  Manga Bleach; capitolul 176, pag 11.
19. ↑  Manga Bleach; capitolul 129, pag 16.
20. ↑  Manga Bleach; capitolul 168, pag 10.
21. ↑  Manga Bleach; capitolul 159, pag 3.
22. ↑  Manga Bleach; Turn Back the Pendulum 11, capitolul -98, pag 17.
23. ↑  Manga Bleach; Turn Back the Pendulum 11, capitolul -98, pag 17.